# Palaiseau
Palaiseau es una población y comuna francesa perteneciente al departamento de Essonne, en la región de Isla de Francia. Cuenta con una población de 30.149 habitantes y una extensión de 15,1 km². Se encuentra a 16,9 km del centro de París.
Cuatro estaciones de RER pasan por este municipio: Massy - Palaiseau, Palaiseau, Palaiseau - Villebon y Lozère.
Este municipio tiene una gran concentración de centros de investigación y enseñanza:
- École polytechnique desde 1976 ;
- ENSTA, Escuela nacional superior de técnicas avanzadas;
- ONERA;
- SupOptique desde septiembre de 2006.

## Demografía
| 1 639 | 1 599 | 1 740 | 1 634 | 1 716 | 1 675 | 1 761 | 1 846 | 1 919 | 1 912 | 2 029 | 1 949 | 2 464 | 2 409 | 2 627 | 2 701 | 2 661 | 2 808 | 3 024 | 3 450 | 4 555 | 5 962 | 7 264 | 7 878 | 8 029 | 10 118 | 16 326 | 23 343 | 28 716 | 28 369 | 28 395 | 28 965 | 30 149 |
| Para los censos de 1962 a 1999 la población legal corresponde a la población sin duplicidades (Fuente: INSEE [Consultar]) |       |       |       |       |       |       |       |       |       |       |       |       |       |       |       |       |       |       |       |       |       |       |       |       |        |        |        |        |        |        |        |        |